# Царква
«Царква́» (укр. Церква) — білоруська релігійна культурно-просвітницька газета, квартальник.
Газета висвітлює життя греко-католицьких громад у Білорусі і в інших країнах світу, містить офіційні документи Церкви, приділяє увагу проблемам екуменізму і християнської єдності, друкує матеріали з історії Унійної церкви і іншу релігійно-просвітницьку інформацію.
Видавець: Греко-католицька парафія святих братів-апостолів Петра і Андрія в м. Берестя.
Головний редактор — о. Ігор Кондратьєв, випускний редактор — Ігор Барановський, відповідальний редактор — о. Андрій Крот.

## Історія
Білоруська греко-католицька газета «Царква» заснована мінськими греко-католицькими парафіями в 1995 році. Перший номер газети вийшов у Великому пості, 20 березня 1995 року. Редакція тоді перебувала в Полоцьку, а першим головним редактором газети був ієромонах Венедикт Алексійчук (з вересня 2010 року — єпископ-помічник Львівської архієпархії). Над випуском перших номерів газети (до № 7-8 за 1996 р.) працювала мінська молодь і співробітники видавництва «Унія».
Починаючи від № 7-8, 1996 р. присвяченого 400-річному ювілею Берестейської Унії, газета «Царква» створюється в Бересті зусиллями вірних місцевої парафії святих братів-апостолів Петра і Андрія, а з 27 листопада 1997 року, після перереєстрації видання, берестейська греко-католицька парафія є також засновником і видавцем газети «Царква».

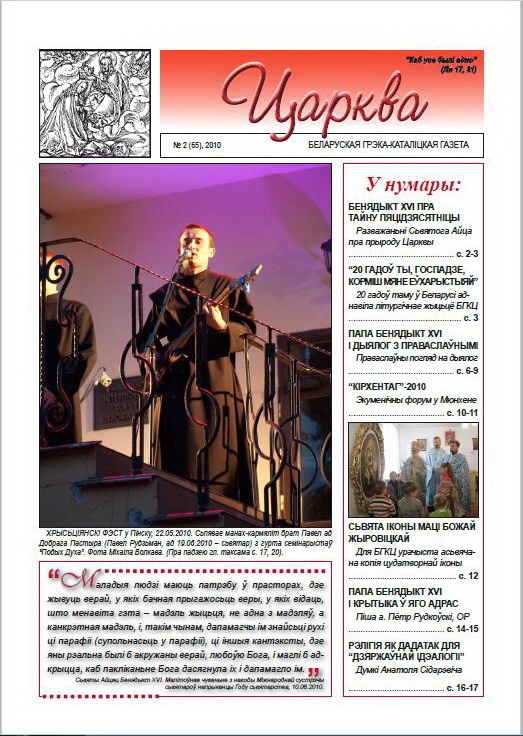
Номер газети «Царква» за 2010 рік

Газета «Царква» виходила раз у квартал, поширювалася по греко-католицьких парафіях і центрах Білорусі, а також в багатьох римо-католицьких храмах. Від моменту заснування газети і до 2010 року на неї можна було також підписатися через каталог «Белпошты». Багато екземплярів газети регулярно надсилалися також в різні міста і країни світу читачам, вірним і членам Білоруської Греко-Католицької Церкви, які живуть в Польщі, Україні, Росії, Бельгії, Великій Британії, США, Канаді, Італії, Чехії, Німеччині.
Тираж газети за час її існування в середньому становив 1500―2500 примірників, однак один з перших номерів газети і номери, що вийшли в кінці 2006 року, мали тираж до 7500 примірників. У 2007―2009 рр. газета «Царква» видавалася тиражем 2500―4000 примірників.